# Przykra (Schlesische Beskiden)
Die Przykra ist ein Berg in Polen. Er liegt auf der Grenze der Gemeindegebiete von Brenna und Jaworze unweit der Błatnia. Mit einer Höhe von 824 m ist er ein niedrigerer Berg im Klimczok-Kamm der Schlesischen Beskiden. Der Berg ist ein beliebtes Touristenziel mit vielen Ausblicken auf die benachbarten Gebirge und das Tiefland.

## Tourismus
- Auf den Gipfel führen von Brenna aus mehrere markierte Wanderwege.